# Peribaea mitis
Peribaea mitis là một loài ruồi trong họ Tachinidae.